# Oulchy-le-Château
Oulchy-le-Château é uma comuna francesa na região administrativa de Altos da França, no departamento de Aisne. Estende-se por uma área de 15,08 km². Em 2010 a comuna tinha 829 habitantes (densidade: 55 hab./km²).